# Jülin (Senhszi)
Jülin (egyszerűsített kínai írással: 榆林市, pinjin: Yúlín) prefektúra szintű város Kínában, Senhszi tartományban. Lakosainak száma 3 624 750 fő (2020).

## Népesség
| 2020 | 3 624 750 |

## Testvérvárosok
- Gillette
- Kurgan